# Ampeg

Ampeg Logo

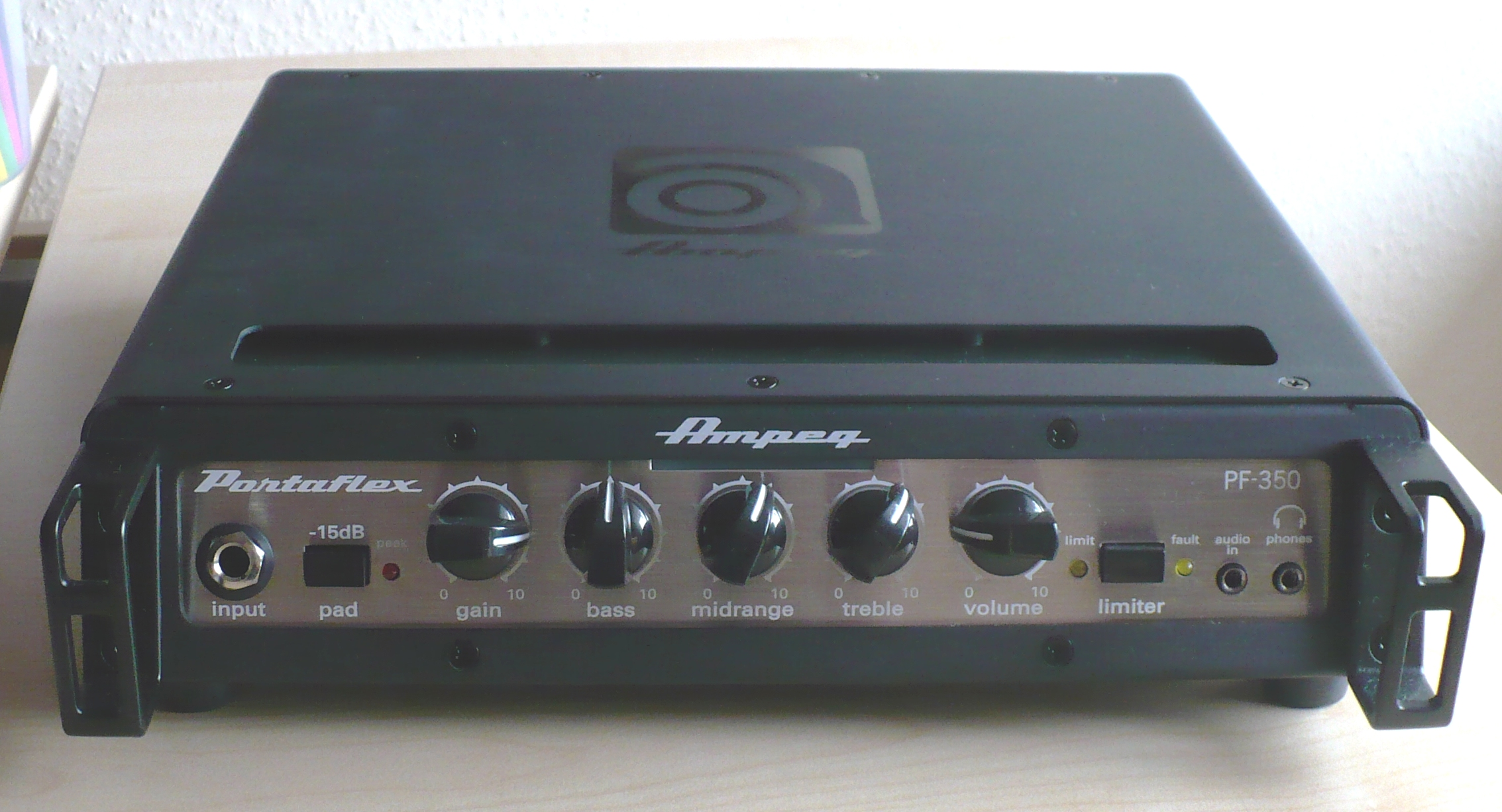
Ampeg Portaflex PF 350 Class-D Head

Ampeg ist ein US-amerikanischer Hersteller von Verstärkern für E-Bass und akustische Bassinstrumente. Das Unternehmen wurde 1946 in Linden, New Jersey von Everitt Hull und Stanley Michaels als "Michaels-Hull Electronic Labs" gegründet. Das Unternehmen spezialisierte sich auf Abnahme, Verstärkung und Klangwandlung von Bassinstrumenten und ging 1963 als The Ampeg Company, Inc. an die Börse. Heute gehört Ampeg zur Yamaha Corporation.

## Geschichte
Ampeg geht auf das 1946 von Everette Hull und Stanley Michaels unter dem Namen Michaels-Hull Electronic Labs. in Newark (New Jersey) gegründete Unternehmen zurück. Dort wurde der von Hull entwickelte Pickup für Bässe produziert und vertrieben. Er wurde Amplified Peg genannt, in der Kurzform Ampeg. 1949 schied Michaels aus der Unternehmung aus, und Hull wählte den heutigen Namen. Ihm wurden sechs US-Patente für Verstärker erteilt.
Im Jahr 1963 ging das jetzt The Ampeg Company, Inc. genannte Unternehmen an die Börse. 1967 wurde es von Unimusic, Inc. und 1971 von Magnavox übernommen. 1980 ging Ampeg an die Music Technology, Inc. (MTI). Nach deren Insolvenz wurde Ampeg 1986 von der St. Louis Music, Inc. (SLM) übernommen.
Im Jahre 2005 verkaufte der damalige Inhaber von St. Louis Music, Inc., Eugene Kornblum, das gesamte Unternehmen an LOUD Technologies Inc. mit Sitz in Woodinville. Loud gab kurz danach die eigene Produktion in den USA auf und vergab sie an Auftragshersteller in Asien.
Im Mai 2018 wurde die Marke Ampeg von der Yamaha Guitar Group übernommen.

## Geräte
Die bekanntesten Produkte sind die Geräte der SVT-Serie, die es bereits seit 1969 gibt. Zu Anfang waren die Modelle aus der SVT-Serie Röhrenverstärker, später wurde die Reihe mit Modellen mit Transistorverstärkern und zuletzt mit Class-D Verstärkern ergänzt, bei denen jeweils noch eine 12AX7-Röhre in der Vorstufe verbaut wird. Die B-Serie für Combo-Bassverstärker und die Portaflex-Serie sind ebenfalls etabliert, wogegen die Gitarrenverstärker eher ein Nebengeschäft für Ampeg darstellen.
Geräte dieses Herstellers nutzen unter anderem die Bassisten Cliff Burton, Billy Sheehan, Bootsy Collins, Robert Trujillo, Mark Hoppus, T. M. Stevens, Tom Araya, Les Claypool und der Gitarrist Josh Homme.